# Siêu cúp Anh 2020
FA Community Shield 2020 (hay Siêu Cúp Anh 2020 theo truyền thông tiếng Việt) là trận tranh danh hiệu FA Community Shield lần thứ 98 giữa đội vô địch Premier League mùa trước là Liverpool, và đội vô địch Cúp FA mùa trước là Arsenal. Trận đấu được quyết định bởi loạt luân lưu, sau khi có kết quả 1–1 trong 90 phút thi đấu chính thức. Đây là lần thứ 4 cúp Charity Shield/Community Shield diễn ra giữa 2 câu lạc bộ. Trong 3 lần trước, Liverpool giành cúp năm 1979 và 1989, trong khi Arsenal là nhà vô địch năm 2002.
Manchester City là đương kim vô địch khi vô địch năm 2019, nhưng không có cơ hội bảo vệ, vì đã không thể vô địch Premier League hoặc Cúp FA.
Trận đấu được phát trực tiếp trên BT Sport 1, BT Sport Extra 1 và BT Sport Ultimate,, diễn biến chính được phát sau đó trong chuyên mục Trận đấu trong ngày trên BBC One. Bình luận trên sóng radio bởi Sam Matterface và Trevor Sinclair trên Talksport. Trận đấu được tổ chức trên sân không có khán giả vào ngày tháng 8 năm 2020 tại sân vận động Wembley sau trận tranh FA Community Shield nữ 2020 trên cùng sân, đây là lần đầu tiên 2 trận tranh FA Community Shield nam và nữ được tổ chức cùng ngày trên cùng sân.

## Trận đấu

### Chi tiết
| Arsenal                                                      | 1–1      | Liverpool                                       |
| ------------------------------------------------------------ | -------- | ----------------------------------------------- |
| - Aubameyang 12'                                             | Chi tiết | - Minamino 73'                                  |
| Loạt sút luân lưu                                            |          |                                                 |
| - Nelson - Maitland-Niles - Cédric - David Luiz - Aubameyang | 5–4      | - Salah - Fabinho - Brewster - Minamino - Jones |

| Arsenal | Liverpool |

| GK               | 26 | Emiliano Martínez             |  |     |
| CB               | 16 | Rob Holding                   |  |     |
| CB               | 23 | David Luiz                    |  |     |
| CB               | 3  | Kieran Tierney                |  | 83' |
| RM               | 2  | Héctor Bellerín               |  | 58' |
| CM               | 25 | Mohamed Elneny                |  |     |
| CM               | 34 | Granit Xhaka                  |  |     |
| LM               | 15 | Ainsley Maitland-Niles        |  |     |
| RW               | 7  | Bukayo Saka                   |  | 82' |
| CF               | 30 | Eddie Nketiah                 |  | 82' |
| LW               | 14 | Pierre-Emerick Aubameyang (c) |  |     |
| Dự bị:           |    |                               |  |     |
| GK               | 1  | Bernd Leno                    |  |     |
| DF               | 4  | William Saliba                |  |     |
| DF               | 17 | Cédric Soares                 |  | 58' |
| DF               | 31 | Sead Kolašinac                |  | 83' |
| MF               | 28 | Joe Willock                   |  | 82' |
| MF               | 32 | Emile Smith Rowe              |  |     |
| MF               | 54 | James Olayinka                |  |     |
| FW               | 24 | Reiss Nelson                  |  | 82' |
| FW               | 47 | Tyreece John-Jules            |  |     |
| Huấn luyện viên: |    |                               |  |     |
| Mikel Arteta     |    |                               |  |     |

| GK               | 1  | Alisson             |     |       |
| RB               | 76 | Neco Williams       |     | 59'   |
| CB               | 12 | Joe Gomez           |     |       |
| CB               | 4  | Virgil van Dijk     |     |       |
| LB               | 26 | Andrew Robertson    |     |       |
| CM               | 7  | James Milner (c)    | 57' | 59'   |
| CM               | 3  | Fabinho             |     |       |
| CM               | 5  | Georginio Wijnaldum |     | 90+2' |
| RW               | 11 | Mohamed Salah       |     |       |
| CF               | 9  | Roberto Firmino     |     | 83'   |
| LW               | 10 | Sadio Mané          |     |       |
| Dự bị:           |    |                     |     |       |
| GK               | 13 | Adrián              |     |       |
| DF               | 21 | Kostas Tsimikas     |     |       |
| DF               | 89 | Billy Koumetio      |     |       |
| MF               | 8  | Naby Keïta          |     | 59'   |
| MF               | 16 | Marko Grujić        |     |       |
| MF               | 17 | Curtis Jones        |     | 83'   |
| MF               | 67 | Harvey Elliott      |     |       |
| FW               | 18 | Takumi Minamino     |     | 59'   |
| FW               | 24 | Rhian Brewster      |     | 90+2' |
| Huấn luyện viên: |    |                     |     |       |
| Jürgen Klopp     |    |                     |     |       |

| Cầu thủ xuất sắc nhất trận: Ainsley Maitland-Niles (Arsenal) Trợ lý trọng tài: Mark Scholes (Berks & Bucks) Marc Perry (Birmingham) Trọng tài thứ tư: Andrew Madley (West Riding) Trọng tài dự bị: Dan Robathan (Norfolk) Trọng tài video: David Coote (Nottinghamshire) Trợ lý trọng tài video: Dan Cook (Hampshire) | Quy tắc trận đấu - 90 phút thi đấu chính thức - Đá luân lưu nếu kết quả hòa - Tối đa 9 cầu thủ dự bị - Tối đa 6 lần thay người |